# Clarksburg (Tennessee)
Clarksburg város az USA Tennessee államában, Carroll megyében. Lakosainak száma 379 fő (2020. április 1.).

## Népesség
A település népességének változása:

| 2010 | 393 |
| 2020 | 379 |